# ロバート・グラスパー
ロバート・グラスパー（Robert Glasper、1978年4月5日 - ）は、アメリカ合衆国ヒューストン出身のアメリカ人のジャズ・ピアニスト、音楽プロデューサー。2012年の第55回グラミー賞で最優秀R&Bアルバム賞を、アルバム『ブラック・レディオ』で獲得している。

## 経歴
彼が最初期に影響を受けたミュージシャンは、彼の母であり、かつプロのブルース・ジャズ・ゴスペル歌手のキム・イヴェット・グラスパー（Kim Yvette Glasper）である。彼女は、ロバートをベビーシッターに預けるようになるまで、よく彼をジャズクラブに連れて行っていた。また、彼女は教会でも頻繁にパフォーマンスを行っており、ロバートはそこでピアノを弾くようになり、また、演奏を披露するようになった。なお、そのようにして演奏を行っていたのは、バプティスト、カトリック、セブンスデー・アドベンチスト教会の3つの宗派の教会においてであった。
その後、ロバートはテキサス州シュガーランドにあるエルキンズ高校を経て、ヒューストンのハイスクール・フォー・ザ・パフォーミング・アンド・アーツに入学。そして、ニューヨーク・シティのニュースクール大学のジャズ・コンテンポラリーミュージックへ進学。
ニュースクール大学において、ネオソウルの歌手であるビラル・オリヴァーと出会い、彼らは共にパフォーマンスと録音を始めるようになる。この在学中に、クリスチャン・マクブライド、ラッセル・マローン、ケニー・ギャレット等とのギグを経験する。
ロバートの最初のアルバム『ムード』は、Fresh Sound New Talentより2004年に発売される。このアルバムはロバートの手による6曲と、3曲のカバーによって構成された。

## 受賞とノミネート
グラミー賞
| 年   | ノミネート対象                                                           | 賞                                 | 結果       |
| ---- | ------------------------------------------------------------------------ | ---------------------------------- | ---------- |
| 2010 | "All Matter" (with Bilal)                                                | Best Urban/Alternative Performance | ノミネート |
| 2013 | Black Radio                                                              | Best R&B Album                     | 受賞       |
| 2013 | "Gonna Be Alright (F.T.B.)" (with Ledisi)                                | Best R&B Performance               | ノミネート |
| 2015 | Black Radio 2                                                            | Best R&B Album                     | ノミネート |
| 2015 | "Jesus Children of America" (with Lalah Hathaway & Malcolm-Jamal Warner) | Best Traditional R&B Performance   | 受賞       |

## ディスコグラフィ

### スタジオ・アルバム
- 『ムード』 - Mood (2004年、Fresh Sound New Talent) ※2002年録音
- 『キャンヴァス』 - Canvas (2005年、Blue Note)
- 『イン・マイ・エレメント』 - In My Element (2007年、Blue Note)
- 『ダブル・ブックド』 - Double-Booked (2009年、Blue Note)
- 『ブラック・レディオ』 - Black Radio (2012年、Blue Note)[3]
- 『ブラック・レディオ2』 - Black Radio 2 (2013年、Blue Note)
- 『カヴァード』 - Covered (2015年、Blue Note)
- 『エヴリシングス・ビューティフル』 -Everything's Beautiful (2016年、Columbia/Legacy)
- 『アートサイエンス』- ArtScience (2016年、Blue Note)
- 『ファック・ヨ・フィーリングス』- Fuck Yo Feelings (2019年、Loma Vista Recordings)
- 『ブラック・レディオ3』 - Black Radio 3 (2022年、Loma Vista Recordings)

### EP
- 『ブラック・レディオ・リカヴァード・ザ・リミックス 』 - Black Radio Recovered: The Remix EP (2012年、Blue Note)
- Porter Chops Glasper (2014年、Blue Note)
- Dinner Party (2020年、Sounds of Crenshaw/Empire)

### 日本独自企画盤
- 『ベスト・オブ・ロバート・グラスパー』- The best of Robert Glasper (2017年、Universal Music)
- 『ロバート・グラスパー×ケイトラナダ：アートサイエンス・リミキシーズ』- Robert Glasper × Kaytranada: The Artscience Remixes (2018年、Universal Music)

## 参照
- Robert Glasper: The pianist whose jazz is filled with soul, Telegraph
- Robert Glasper Video Interview, The Jazz Line
- In Conversation with Robert Glasper, Jazz.com
- Charlie Parker Jazz Festival: Cool Jazz in Harlem, New York The Sun
- Review of Canvas, The Guardian
- Robert Glasper, Jazz Times
- In My Element by Robert Glasper, New York Magazine
- Review of Robert Glasper's Canvas, allaboutjazzcom